# آن غلوفر (أحيائية)
آن غلوفر (بالإنجليزية: Anne Glover)‏ هي أحيائية بريطانية، ولدت في 19 أبريل 1956 في Arbroath ‏ في المملكة المتحدة.

## وصلات خارجية
- الموقع الرسمي